# Vadym Bazhan
Vadym Bazhan –en ucraniano, Вадим Бажан– (1979–1996) fue un deportista ucraniano que compitió en halterofilia. Ganó una medalla de oro en el Campeonato Europeo de Halterofilia de 1994, en la categoría de 83 kg.

## Palmarés internacional
| Campeonato Europeo | Campeonato Europeo        | Campeonato Europeo | Campeonato Europeo |
| Año                | Lugar                     | Medalla            | Categoría          |
| ------------------ | ------------------------- | ------------------ | ------------------ |
| 1994               | Sokolov (República Checa) | Medalla de oro     | 83 kg              |